# Марсело Еспіналь
Марсело Еспіналь (ісп. Marcelo Espinal, нар. 24 лютого 1993, Ла-Сейба) — гондураський футболіст, захисник клубу «Віда».
Виступав, зокрема, за олімпійську збірну Гондурасу.

## Клубна кар'єра
У дорослому футболі дебютував 2012 року виступами за команду клубу «Віда», кольори якої захищає й донині.

## Виступи за збірні
Протягом 2013–2016 років залучався до складу молодіжної збірної Гондурасу. На молодіжному рівні зіграв у 14 офіційних матчах.
2016 року захищав кольори олімпійської збірної Гондурасу. У складі цієї команди провів 5 матчів. У складі збірної — учасник футбольного турніру на Олімпійських іграх 2016 року у Ріо-де-Жанейро.